# شبح (فیلم ۱۹۸۲)
«شبح» (آلمانی: Das Gespenst) یک فیلم درام آلمانی است که در سال ۱۹۸۲ منتشر شد.